# Власенко Іван Олександрович
Іва́н Олекса́ндрович Вла́сенко (1904 — 1992) — педагог, ректор Одеського державного педагогічного інституту імені К. Д. Ушинського.

## Біографічні дані
Іван Олександрович Власенко народився 13 березня 1904 року в селі Полова на Чернігівщині в селянській родині. У 1920—1924 роках навчався на педагогічних курсах у Прилуках. Потім вчителював. У 1929 році закінчив агробіологічний відділ Одеського інституту народної освіти.
Працював асистентом кафедри анатомії і фізіології рослин Одеського університету. У цей же час виконував обов'язки директора Одеського будинку вчених (1930—1932 рр.), завідувача сектору науки обласного відділу освіти (1932—1934 рр.), директора ботанічного саду  Одеського державного університету (1934—1935 рр., 1936—1938 рр.).
У 1935—1936 роках служив у лавах Червоної армії.
4 квітня  1938 року захистив дисертацію на здобуття наукового ступеня кандидата біологічних наук.  11 квітня 1939 року присвоєно вчене звання доцента. У 1938—1941 роках працював директором Одеського державного педагогічного інституту.
У липні 1941 року був мобілізований до Червоної армії та відправлений на фронт.
У квітні 1945 року був звільнений з військової служби та поновлений на посаді директора Одеського державного педагогічного інституту імені К. Д. Ушинського. Працював ректором до вересня 1964 року.
Обирався головою обласного комітету профспілки працівників вищої школи, депутатом Одеської міської ради депутатів трудящих.
Помер в 1992 році в Одесі. Похований на Другому християнському кладовищі.

## Наукова діяльність
Як вчений І. О. Власенко переймався проблемою вирощування цитрусових культур на півдні України, питаннями біохімічної характеристики плодів цитрусових. Був автором близько 40 друкованих праць.

### Праці
- Цитрусовые на юге Украины/ И. А. Власенко. // Советские  субтропики. — 1938. — № 4. — С. 29 — 33.
- Опыт выращивания цитрусовых на юге Украины/ И. А. Власенко. — Одесса: Изд-во гос. ун-та, 1949. — 68 с.
- Из опыта траншейной культуры лимона/ И. А. Власенко.// Агрохимия. — 1951. — № 2.
- Культура цитрусових на півдні України/ И. А. Власенко. — Одеса, 1952. — 65 с.
- Влияние длительного затенения на содержание хлорофилла у цитрусовых в условиях траншейной культуры/И. А. Власенко, М. В. Домбровская. // Доклады Академии Наук  СССР. — 1952. —  Т. 82. — № 3. –  С. 465—469.
- Одеський педагогічний інститут ім. К. Д. Ушинського до 40-х роковин Великого Жовтня / І. О. Власенко.// Наукові записки Одеського державного педагогічного інституту ім. К. Д. Ушинського. — Вип, ХХ. Кафедра педагогіки і психології. — Одеса, 1957. — С. 75 — 81.

## Нагороди
- Ордени Вітчизняної війни ІІ ст., Трудового Червоного Прапора.
- Медалі «За бойові заслуги», «За перемогу над Німеччиною в Великій Вітчизняній війні 1941—1945 рр.», «Ветеран праці» та ін.
- Значок «Відмінник народної освіти УРСР».